# SimAnt
SimAnt: The Electronic Ant Colony — відеогра жанру симулятора життя, створена студією Maxis, і видана в 1991 році. Є третьою грою серії Sim після SimCity і SimEarth. Гра отримала премію від асоціації програмного забезпечення CODiE Awards, як найкращий симулятор року. Гра створювалася за співпраці з Едвардом Вілсоном — відомогим біологером, який вивчав соціальну поведінку мурах в колоніях. Гра була випущена для IBM PC, Commodore Amiga, Apple Macintosh і Super Nintendo Entertainment System.
Вілл Райт, в процесі розробки гри вперше задумався про створення симулятора людей, який в майбутньому був реалізований в The Sims.

## Ігровий процес
Гравець керує жовтою мурахою, яка належить до колонії мурах, що складається на початку з однієї матки. Керована мураха повинна доглядати за нею і приносити їжу, щоб матка могла виводити потомство. Головним ворогом для самотньої мурашки стає павук і інші хижі комахи, які можуть у будь-який момент з'їсти мураху, з іншого боку зграя мурах може атакувати будь-яку велику комаху, щоб використовувати її як їжу, наприклад гусеницю. Якщо мураха вмирає, то під управління гравця потрапляє нова жовта мураха, що вилуплюється з кокона. Основна дія відбувається в межах ділянки, де живе чоловік з кішкою і собакою, ділянка поділена на клітинки, в одній з яких на початку розташовується мурашина колонія. Мета гравця полягає в поширенні колонії на більшу кількість клітинок ділянки і вигнанні колонії червоних мурах, яка є головним суперником для чорних мурах і паралельно буде намагатися поширити свій вплив на ділянці. Кінцева мета гравця полягає в поширенні колонії по всій ділянці в тому числі і дому, щоб змусити його господаря покинути будинок, таким чином гра відрізняється від більшості ігор серії Sim, де гра може тривати нескінченно. У грі присутні стихійні лиха, які можуть зруйнувати значну частину локації або мурашника, а саме: атака хижих комах, людські кроки, газонокосарка і дощ. Гра закінчується поразкою, якщо ділянка потрапляє повністю під контроль червоних мурах.

## Оцінки і відгуки
Критики 178 випуску журналу Dragon дали грі оцінку 5 з 5. Критики журналу Computer Gaming World також похвалили гру, зазначивши її незвичайну і непередбачувану стратегію, яка безсумнівно принесе багато задоволення гравцям, зокрема студентам.